# HNK Rijeka
HNK Rijeka is een Kroatische voetbalclub uit Rijeka. In 2017 en 2025 werden zij kampioen in de 1. HNL het hoogste voetbalniveau in Kroatië. Door deze titel maakte ze eind aan de 11 jaar lange dominatie van Dinamo Zagreb.

## Geschiedenis

### Hongaarse periode
De club werd in 1906 opgericht in Oostenrijk-Hongarije onder de naam Club Sportivo Olimpia. De club is opgericht als tennis-, voetbal-, zwem-, wieler- en atletiekvereniging. De eerste activiteiten van de voetbalsectie die door historici in het nieuws werden gevonden, vonden plaats op 25 november 1906. In tegenstelling tot veel andere clubs in en rond de stad, was het vanaf het begin multicultureel omdat de vertegenwoordigers van de belangrijkste etnische groepen van Rijeka spelen en werken zij aan zij: Italianen, Kroaten, Hongaren en Duitsers. De clubkleuren waren aanvankelijk zwart-wit, maar de club koos al snel voor wit als hoofdkleur. De club werd in 1918 omgedoopt tot Olympia en won de eerste jaren verschillende kampioenschappen in de stad Rijeka en in Venezia Giulia. 

### Italiaanse periode
De club werd omgedoopt tot Unione Sportive Fiumana in 1926 onder druk van het nieuwe Italiaanse fascistische regime. De club speelde tot na de Tweede Wereldoorlog in de Italiaanse competitie. Na de oorlog werd het grondgebied aan Joegoslavië overgedragen en de naam werd in SCF Quarnero veranderd en speelde één seizoen in de hoogste klasse van Joegoslavië. 

### Joegoslavische periode
Op 3 juni 1954 veranderde de naam in NK Rijeka en in 1957 speelde de club opnieuw in de hoogste klasse en bleef daar een middenmoter tot 1964/65 toen de 4e plaats werd bereikt, ook het volgende seizoen werd de club 4e maar zakte dan weg, in 1968 werd Rijeka laatste maar bleef gespaard van degradatie omdat de liga van 16 naar 18 clubs uitbreidde, het was slechts uitstel van executie, het volgende seizoen degradeerde de club alsnog.
De terugkeer werd in 1974 gevierd en zou daar blijven tot de verbrokkeling van Joegoslavië. Na twee rustige seizoenen eindigde Rijeka 5e in 1977 en 1978, dat laatste jaar werd ook de beker binnen gehaald, net als het volgende seizoen en zo speelde de club voor het eerst Europees. Na enkele seizoenen in de middenmoot eindigde de club in 1984 op een gedeelde 3e plaats met FK Željezničar Sarajevo. Tot 1990 zou Rijeka altijd in de top tien eindigen. Het laatste seizoen in de voormalige Joegoslavische competitie werd met een 15e plaats afgesloten.

### Kroatische periode
Ook in de nieuw opgezette Kroatische competitie werd Rijeka een vaste waarde al kon de club nog geen landstitel winnen. In 1999 en 2006 kwam de club wel erg dichtbij door tweede te worden. In 2005 en 2006 won de club ook de beker. De huidige naam HNK Rijeka werd in 2002 aangenomen. 
Na een aantal teleurstellende seizoenen werd op 2 mei 2012 de trainer Elvis Scoria aangesteld. De trainer begon het seizoen dat daarop volgde goed en schommelde met Rijeka tussen de tweede en derde plaats in de competitie. Toch werd er besloten om in februari een nieuwe trainer aan te stellen. Matjaž Kek werd de nieuwe trainer en eindigde het seizoen op de derde plek. Het seizoen daarop werd de aanval op aartsrivaal Dinamo definitief geopend met een tweede plek en winst van de nationale beker. Het seizoen daarop werd Rijeka weer tweede met een kleiner puntenverschil met Dinamo dan het voorgaande seizoen en presteerde het ook goed in de UEFA Europa League. Pas op de laatste speeldag bleek dat niet Rijeka maar Sevilla FC en Feyenoord overwinterden in deze competitie. Het seizoen hierop werd wederom afgesloten op de tweede plek met acht punten achterstand op Dinamo. In het seizoen 2016-2017 werd Rijeka voor het eerst landskampioen. Datzelfde seizoen werd ook beslag gelegd op de beker. Door het landskampioenschap kreeg Rijeka de mogelijkheid om zich via de voorrondes te plaatsen voor de UEFA Champions League.

## Stadions
Rijeka speelde sinds zijn oprichting in het Stadion Kantrida. Het stadion is gelegen aan de kust en omgeven door rotsen. In een internationale verkiezing in 2010 eindigde het stadion op de tweede plek voor de prijs van mooist gelegen stadions ter wereld. In het stadion was echter geen ruimte voor uitbreiding en er werd besloten een nieuw stadion te bouwen. Echter, er was nog te weinig geld om het stadion te bouwen en er werd er eerst een klein stadion genaamd Stadion Rujevica gebouwd als tijdelijk onderkomen. Het stadion was geen belemmering voor de voetballende resultaten van Rijeka aangezien de eerste landstitel en de beker daar werden binnengehaald. Wanneer het Nova Kantrida (Nieuwe Kantrida) af zal zijn is nog niet duidelijk. 

## Erelijst
- 1. HNL

2017, 2025
- Beker van Kroatië

2005, 2006, 2014, 2017, 2019, 2020, 2025
- Kroatische Supercup

2014
- Beker van Joegoslavië

1978, 1979
- 2. Savezna liga

1952, 1958, 1970, 1971, 1972, 1974
- Balkan Cup

1978

## Eindklasseringen vanaf 1992
| Seizoen | Competitie | Niveau | Eindstand | Beker        | Opmerking |
| ------- | ---------- | ------ | --------- | ------------ | --- |
| 1992    | 1. HNL     | I      | 6         | halve finale | |
| 1992/93 | 1. HNL     | I      | 4         | 8e finale    | |
| 1993/94 | 1. HNL     | I      | 6         | Finale       | < Croatia Zagreb, 0-2/1-0                                                                                              |
| 1994/95 | 1. HNL     | I      | 11        | kwartfinale  | |
| 1995/96 | 1. HNL     | I      | 9         | kwartfinale  | |
| 1996/97 | 1. HNL     | I      | 4         | 8e finale    | |
| 1997/98 | 1. HNL     | I      | 7         | 8e finale    | |
| 1998/99 | 1. HNL     | I      | 2         | 8e finale    | |
| 1999/00 | 1. HNL     | I      | 4         | kwartfinale  | |
| 2000/01 | 1. HNL     | I      | 10        | 1e ronde     | |
| 2001/02 | 1. HNL     | I      | 5         | kwartfinale  | |
| 2002/03 | 1. HNL     | I      | 9         | 1e ronde     | |
| 2003/04 | 1. HNL     | I      | 3         | halve finale | |
| 2004/05 | 1. HNL     | I      | 4         | Winnaar      | < HNK Hajduk Split, 2-1/1-0; Liga-topscorer Tomislav Erceg (17)                                                        |
| 2005/06 | 1. HNL     | I      | 2         | Winnaar      | < Varteks Varaždin, 4-0/1-5; verliezer Super Cup > HNK Hajduk Split, 0-1 n.v.                                          |
| 2006/07 | 1. HNL     | I      | 7         | halve finale | verliezer Super Cup > GNK Dinamo Zagreb, 1-4                                                                           |
| 2007/08 | 1. HNL     | I      | 4         | 8e finale    | |
| 2008/09 | 1. HNL     | I      | 3         | kwartfinale  | |
| 2009/10 | 1. HNL     | I      | 9         | 8e finale    | |
| 2010/11 | 1. HNL     | I      | 9         | kwartfinale  | |
| 2011/12 | 1. HNL     | I      | 12        | kwartfinale  | |
| 2012/13 | 1. HNL     | I      | 3         | 1e ronde     | Liga-topscorer Leon Benko (19)                                                                                         |
| 2013/14 | 1. HNL     | I      | 2         | Winnaar      | < GNK Dinamo Zagreb: 1-0/2-0                                                                                           |
| 2014/15 | 1. HNL     | I      | 2         | halve finale | winnaar Super Cup > GNK Dinamo Zagreb: 2-1; Liga-topscorer Andrej Kramarić (21)                                        |
| 2015/16 | 1. HNL     | I      | 2         | halve finale | |
| 2016/17 | 1. HNL     | I      |           | Winnaar      | < GNK Dinamo Zagreb: 3-1                                                                                               |
| 2017/18 | 1. HNL     | I      | 2         | halve finale | |
| 2018/19 | 1. HNL     | I      | 2         | Winnaar      | < GNK Dinamo Zagreb: 3-1                                                                                               |
| 2019/20 | 1. HNL     | I      | 3         | Winnaar      | < NK Lokomotiva Zagreb: 1-0; verliezer Super Cup > GNK Dinamo Zagreb: 0-1; Liga-topscorer ex aequo: Antonio Čolak (20) |
| 2020/21 | 1. HNL     | I      | 3         | halve finale | |
| 2021/22 | 1. HNL     | I      | 4         | Finalist     | < HNK Hajduk Split: 1-3                                                                                                |
| 2022/23 | 1. HNL     | I      | 4         | 8e finale    | |
| 2023/24 | 1. HNL     | I      | 2         | Finalist     | < GNK Dinamo Zagreb: 0-0/1-3                                                                                           |
| 2024/25 | 1. HNL     | I      |           | Winnaar      | < NK Slaven Belupo Koprivnica: 1-1 (U) / 1-0 (T)                                                                       |
| 2025/26 | 1. HNL     | I      | .         |              | |

## HNK Rijeka in Europa
HNK Rijeka speelt sinds 1975 in diverse Europese competities. Hieronder staan de competities en in welke seizoenen de club deelnam:
- Champions League (3x)

1999/00, 2017/18, 2025/26
- Europa League (11x)

2009/10, 2013/14, 2014/15, 2015/16, 2016/17, 2017/18, 2018/19, 2019/20, 2020/21, 2024/25, 2025/26
- Conference League (4x)

2021/22, 2022/23, 2023/24, 2024/25
- Europacup II (2x)

1978/79, 1979/80
- UEFA Cup (6x)

1984/85, 1986/87, 2000/01, 2004/05, 2005/06, 2006/07
- Intertoto Cup (2x)

2002, 2008
- Mitropacup (2x)

1975, 1986

## Topscorer aller tijden
Boško Bursać stond van 1964 tot 1972 onder contract bij HNK Rijeka. Hij speelde als aanvaller. Met 82 doelpunten is hij topscorer aller tijden van de Kroatische voetbalclub. In Nederland is hij vooral bekend van zijn tijd bij Vitesse. Hij overleed op 8 april 2020 in Arnhem.

## Bekende (ex-)spelers
- Andrej Kramarić
- Anas Sharbini
- Franko Andrijašević
- Matej Mitrović
- Boško Balaban
- Elvir Bolić
- Igor Budan
- Jason Davidson
- Dumitru Mitu
- Radomir Đalović
- Matjaž Florjančič
- Peter Lérant
- Andréa Mbuyi-Mutombo
- Marko Pjaca
- Ivan Vargić
- Jurica Vranješ
- Mikael Yourassowsky
- Sergio Zijler